# Exocentrus ravillus
Exocentrus ravillus är en skalbaggsart som beskrevs av Holzschuh 1984. Exocentrus ravillus ingår i släktet Exocentrus och familjen långhorningar.
Artens utbredningsområde är Nepal. Inga underarter finns listade i Catalogue of Life.